# Рафаель Марін Тречера
Рафаель Марін-Тречера (ісп. Rafael Marín Trechera) — письменник, перекладач та сценарист іспанських коміксів. Також дуже активний як критик фільмів, коміксів та науково-фантастичної літератури.

## Біографія
Рафаель Марін розпочав свою письменницьку кар'єру наприкінці 70-х, коли навчався на спеціальності англійська філологія. Згодом він випускає власний фензін «McClure» («МакКлюр», 1978) та починає співпрацю з різними журналами, як-от: «Kandama», «Máser», «Nova» і «Nueva Dimensión»; насамкінець публікує свою першу повість — «Ніколи не говори добраніч незнайомцю» (ісп. Nunca digas buenas noches a un extraño, 1978), що стала свого роду прелюдією до руху кіберпанк.
Отримавши науковий ступінь, пробує себе у ролі викладача англійської мови та літератури в коледжі ім. Філіпо Нері. Також працює перекладачем творів на різну тематику для таких видань як: Martínez Roca, Júcar, Ultramar, Folio, Ediciones B, Gigamesh, La Factoría de Ideas, Bibliópolis, Minotauro тощо. Його роман «Сльози зі світла» (ісп. Lágrimas de luz,1984) вважається одним із найкращих іспанських науково-фантастичних творів.
Як автор коміксів часто співпрацює з Карлосом Пачесо. Разом вони видають серію коміксів «Iberia Inc.» («Іберія Інк.», 1996), які розповідають про пригоди низки іспанських супергероїв; комікс «Triada Vértice» («Тріада Вершина», 1998) та комікси для північноамериканського видання Марвел Комікс (Marvel Comics) — «Fantastic Four» («Фантастична четвірка»,) та «The Inhumans» («Нелюди»).
Рафаель також є автором серії коміксів «12 del Doce» («12 з Дванадцяти»), яка складається з 12 історій, що разом утворюють графічний роман на 240 сторінок про історичні події міста Кадіс від битви при Трафальгарі і аж до проголошення першої іспанської конституції 1812 року.
Лауреат багатьох літературних премій.

## Твори

### Романи та збірки
- Lágrimas de luz (1984) — «Сльози зі світла»;
- Unicornios sin cabeza (1987) — «Єдиноріг без голови»;
- Serie La Leyenda del Navegante: Crisei, Arce and Génave (1992) — Серія «Легенда про моряка: Крісей, Арсе та Хенаве»;
- El muchacho inca (1993) — «Хлопець інк»;
- Ozymandias (1996) — «Озімандія»;
- Mundo de dioses (1998) — «Світ богів»;
- Contra el tiempo (2001, з Хуаном Мігелем Агілера) — «Проти часу»;
- La piel que te hice en el aire (2001) — «Шкіра, яку ти бачиш у повітрі»;
- La sed de las panteras (2002) — «Спрага пантер»;
- El centauro de piedra (2002) — «Кентавр з каменю»;
- Detective sin licencia (2004) — «Детектив без ліцензії»
- Elemental, querido Chaplin (2005) — «Елементарно, дорогий Чапліне»;
- La leyenda del Navegante (2006) — «Легенла про моряка»;
- Juglar (2006) — «Жонглер»;
- El anillo en el agua (2008) — «Перстень у воді»;
- Piel de fantasma (2010) — «Шкіра привида»;
- La ciudad enmascarada (2011) — «Місто жінки з маскою»;
- El niño de Samarcanda (2011) — «Дитина зі Самарканда»;
- Las campanas de Almanzor (2011) — «Кампанії аль-Мансура»;
- Oceanum (2012, з Хуаном Мігелем Агілера)) — «Океан»;
- Los espejos turbios (2012) — «Забруднені дзеркала»
- Lona de tinieblas (2013) — «Полотно з темноти»
- Está lleno de estrellas (2015) «Повно зірок».

### Есе на тему коміксів
- Los Cómics Marvel (1996, second edition 2000) — «Комікси Марвел»;
- Hal Foster: Una épica post-romántica (2004) — «Гел Фостер: пост-романтична епіка»;
- Spider-Man: El superhéroe en nuestro reflejo (2007) «Спайдермен: супергерой в наших роздумах»;
- Los cómics del exilio (2008) — «Комікси вигнання»;
- W de Watchmen (2009) — «Х з Хранителів».